# 飛島村立飛島小学校
飛島村立飛島小学校（とびしまそんりつ とびしましょうがっこう）は、かつて愛知県海部郡飛島村にあった村立小学校。2020年（令和2年）3月閉校。

## 歴史
飛島村唯一の小学校として1872年（明治5年）創立。1959年（昭和34年）には伊勢湾台風による被害で約3ヶ月の集団疎開が行われている。2006年（平成18年）、教育特区として飛島村立飛島中学校との小中一貫教育を開始し、2010年（平成22年）4月には小中一貫校の飛島村立飛島学園となった。

### 年表
- 1872年（明治5年） - 有年学校として創立。
- 1878年（明治11年） - 飛島学校と改称。
- 1892年（明治25年） - 飛島尋常小学校と改称。
- 1941年（昭和16年） - 飛島国民学校と改称。
- 1947年（昭和22年） - 飛島村立飛島小学校と改称。
- 2010年（平成22年）1月 - 新校舎に移転。
- 2010年（平成22年）4月 - 小中一貫校の飛島村立飛島学園が開校。飛島村立飛島中学校と小中一貫教育を開始。
- 2020年（令和2年）3月31日 - 飛島学園が義務教育学校へ移行するため閉校[1]。

## 交通アクセス
- 近鉄名古屋線近鉄蟹江駅から三重交通バスでバス停「政成」下車後すぐ。